# Clethra rugosa
Clethra rugosa là một loài thực vật có hoa trong họ Clethraceae. Loài này được Steyerm. mô tả khoa học đầu tiên năm 1963.